# Hadronyche lynabrae
Espèce
Hadronyche lynabrae est une espèce d'araignées mygalomorphes de la famille des Atracidae.

## Distribution
Cette espèce est endémique de Nouvelle-Galles du Sud en Australie. Elle se rencontre du Parc national de Barrington Tops à la Hawkesbury River.

## Description
La carapace du mâle holotype mesure mm de long sur 7,46 mm et l'abdomen 8,04 mm de long sur 6,70 mm et la carapace de la femelle paratype mesure 9,45 mm de long sur 8,18 mm et l'abdomen 13,60 mm de long sur 7,73 mm.

## Étymologie
Cette espèce est nommée en l'honneur de Lyn Abra.

## Publication originale
- Gray, 2010 : A revision of the Australian funnel-web spiders (Hexathelidae: Atracinae). Records of the Australian Museum, vol. 62, p. 285-392 (texte intégral).